# Аоки, Масанао
Масанао Аоки (яп. 青木 正直, англ. Masanao Aoki; 14 мая 1931, Хиросима, Япония — 24 июля 2018) — японский экономист, профессор Калифорнийского университета в Лос-Анджелесе.

## Биография
В 1953 году получил степень бакалавра по физики в Токийском университете.
В 1955 году получил степень магистра по физики Высшей школы Токийского университета.
В 1960 году получил докторскую степень по инжинирингу в Калифорнийском университете в Лос-Анджелесе.
В 1966 году получил степень доктора технических наук Токийского технологического института.
С 1979 года является членом Эконометрического общества.
В 1981—1985 годах профессор Института социальных и экономических исследований Осакского университета.
С 1993 года почетный профессор в Калифорнийском университете в Лос-Анджелесе.
В 1999—2003 годах профессор кафедры экономической информации университета Гифу.
В 2006 году стал одним из основателей международного Общества для экономической науки с неоднородными взаимодействующими агентами (Economic Science with Heterogeneous Interacting Agents – ESHIA), выпускающий свой журнал Journal of Economic Interaction and Coordination (JEIC). Общество объединяет усилия исследователей в области агентного моделирования.

## Основные идеи
Масанао применил теорию управления с динамическим программированием, где стохастическая аппроксимация использовалась для экономического моделирования.
Ввёл параметр оценки функционирования крупномасштабной и децентрализованной системы, где представил управляемость и цели в теорию систем для использования в макроэкономике.
Масанао применил теорию управления и теорию систем для динамического анализа двухсекторной открытой экономики также как и в неоклассической экономической модели.
Масанао развил новый алгоритм для моделей временных рядов и их применения с экономическими данными, а предложенный метод агрегирования в динамической системе сопоставим с методом интеграции Грэнджера.
Масанао является пионером применения методов статистической физики комбинаторной теории  стохастических процессов в макроэкономике, что является теоретическими основами эконофизики.
Масанао также отмечает, что сектор экономики может быть в равновесие, но на индивидуальном уровне равновесия не может быть, так как  фирма или перепроизводит, или недопроизводит. Равновесие в экономике может быть проанализировано с помощью основного кинетического уравнения, которое охватывает подход репрезентативного агента и обеспечивает надлежащий инструмент для анализа системы с множеством неоднородных взаимодействующих агентов.
Все современные макроэкономические модели с микроэкономическим базисом, такие как теория рациональных ожиданий, модели поиска и модели DSGE предполагают одно общее распределение интересов среди всех агентов в модели. Репрезентативный агент в этих моделях анализируется отдельно, и таким образом неоднородность не является истинным, в то время как Масанао предложил анализировать истинную неоднородность в экономических моделях.
Является соавтором модели Аоки — Ёсикава, которая имитирует наблюдаемое распределение производительности труда, которая зависит от совокупного спроса. Когда совокупный спрос растет, больше людей работает у фирм с более высокой производительностью, таким образом уровень безработицы снижается, что соответствует микрооснованию Кейнсианского принципа эффективного спроса.